# Ušesni čep
Ušesni čep je pripomoček za zaščito slušnega organa, ki se vstavi v slušni kanal. Uporabniku zavaruje uho pred hrupom, vdorom vode, različnimi tujki, prahom in močnim vetrom.

## Zaščita pred vodo
Nekateri čepki so prvotno načrtovani, da zadržijo vodo izven slušnega kanala. Uporabljamo jih pri plavanju in vodnih športih. Narejeni so iz voska ali pa iz vlivanega silikona, ki se prilega nosilčevemu ušesu. Po mnenju mnogih, tudi Jacques-Yves Cousteau,, so navadni čepki škodljivi za potapljače. Potapljači vdihavajo stisnjen zrak ali druge mešanice plinov, s katerimi se preko ušesa izenačuje tlak z vodnim. Ta pritisk se nahaja tudi v notranjosti ušesa. S čepkom preprečimo izenačitev pritiska, zato obstaja možnost da tlak , ki se nahaja za bobničem pretrga membrano. Potapljači lahko varno uporabljajo samo čepke, ki so sposobni izmenjevati pritiske.

## Zaščita sluha
Obstajajo predvsem tri vrste čepov za zaščito sluha:
- penasti čepki - narejeni iz spominske pene, katera se razširi, ko čep vstavimo v sluhovod.
- silikonski čepki - iz silikona narejeni in skrbno obikovani, da se prilegajo zunanjem delu sluhovoda.
- čepi s prirobnico - narejeni za glasbenike in izdelani po meri.

Penast čep zvijemo in stisnemo, z eno roko dvignemo ušesno školjko, z drugo pa vstavimo čep. Nato počakamo 20 sekund, da se pena enakomerno razširi po sluhovodu. Obstajajo čepi za enkratno, ter večkratno uporabo. Penasti in silikonski so po navadi narejeni za enkratno uporabo. Čepi so namenjeni ljudem , ki so izpostavljeni konstantnemu hrupu nad 80dB. Taki čepi navadno dušijo visoke tone, kateri so tudi najbolj nevarni za poškodovanje sluha.
| Nivo hrupa (dB(A)) | Maksimalna dnevna izpostavljenost |
| ------------------ | --------------------------------- |
| 85                 | 8 ur                              |
| 91                 | 2 ur                              |
| 97                 | 30 minut                          |
| 103                | 7 minut                           |

## Zgodovina
Prvi znani zapis uporabe zaščitnih čepov je Odisejada. Odisej je posadki ladje naročil naj si začepijo ušesa, da jih ne bi premamilo petje siren. Proizvodnjo čepov je začela nemška tovarna Ohropax, leta 1907, pod vodstvom izumitelja Max Negwerja. Sedanji material je iznašla ekipa Rossa Gardnerja leta 1967 v National Research Center-ZDA. Kot projekt tesnenja, so razvili smolo z zmožnostjo absorbcije energije. Ta material se je kasneje razvil v komercialno spominsko peno.

## HI-FI in čepi za glasbenike
Izvajalci glasne glasbe pogosto uporabljajo zaščitne čepe, da se zaščitijo pred hrupom lastnega izvajanja. Te čepi so namenjeni zmanjševanju jakosti zvoka na celotnem avdio področju. Z njimi zmanjšujejo raven visokih in nizkih tonov. To se doseže z dodajanjem majhne prepone na robovih čepa, ki slabi nizke tone. Taki čepi so dražji, zato se izdelujejo za večkratno uporabo. Taki čepi slabijo zvok samo za cca 20dB in niso namenjeni za zaščito pred visoko ravnjo hrupa(nad 105dB). Posebna vrsta čepov je narejena na podlagi odlitkov, katere naredi avdiolog po pregledu. Tako se popolnoma prilegajo ušesni školjki. V te čepe se lahko dodajajo različne vrste dušilcev zvoka.

## Letalstvo
Posebne čepe uporabljajo piloti. Del čepa je narejen iz porozne keramike, preko katere se izenačuje pritisk med zunanjim in srednjim ušesom in s tem preprečuje bolečino .Pritisk se pojavi predvsem v času vzletanja in pristajanja.

## Spanje
Čepi za spanje so narejeni karseda udobno , medtem ko preprečujejo moteče zvoke med spanjem. Narejeni so tako da zmanjšujejo določene zvoke, kot na primer smrčanje, budilko pa vseeno slišimo.
Za pravilno izbiro čepov je pomembno, da jih testiramo, saj pritisk med ušesom in blazino lahko povzroči anatomske spremembe ušesa.

## Nevarnost za zdravje
Ušesni čepi so načeloma nenevarni za zdravje, vendar je treba biti pozoren na:
- povečan tlak v slušnem kanalu, ko se vstavlja čep
- nevarnost preglobokega vstavljanja[4],saj lahko zamaši sluhovod
- alergične reakcije

## Dolgotrajna uporaba
- ušesno maslo se ne izloča po sluhovodu ,ker ga s čepi stalno potiskamo nazaj.Lahko pride do zamašitve sluhovoda z ušesnim maslom[5].
- čepi lahko pritiskajo na kosti čeljusti in s tem povzročajo bolečino.
- možnost bakterijskih okužb